# Jan Snellinck

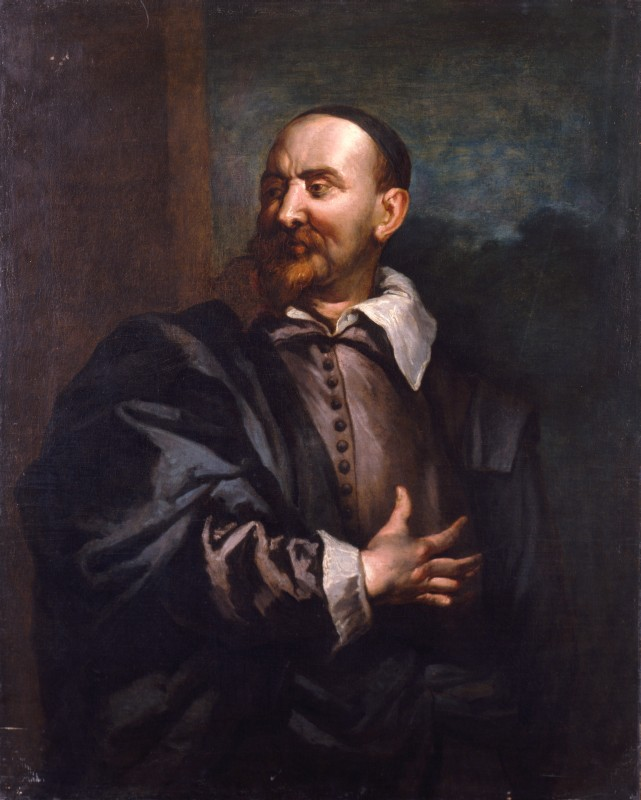
Ritratto del pittore Jan Snellinx, incisione di Antoon van Dyck

Jan Snellinck noto anche come Jan Snellinck I, Jan I Snellinck, Jean Snellinck, Hans Snellinck e Joan Snellinck (Malines, 1549 – Anversa, 1º ottobre 1638) è stato un pittore fiammingo e collezionista di opere d'arte.

## Biografia
Jan Snellinck nacque intorno al 1549 a Malines, figlio del pittore Daniel Snellinck e di Cornelia Verhulst.
Da parte di madre era imparentato con la famiglia di Pieter Bruegel il Vecchio, e fu testimone di nozze dei suoi due figli, Pieter Brueghel il Giovane, nel 1588, e poi Jan Brueghel il Vecchio.
Secondo Arnold Houbraken, venne ignorato da Karel van Mander, ma fu un importante pittore a Malines, celebre, ai suoi tempi, per pitture eroiche e scene di battaglia. Dipinse per chiese e capi di Stato.
Morì il 1º ottobre 1638 ad Anversa ed ebbe un figlio che divenne pittore, Jan Snellinck II.
Uno dei suoi allievi più importanti fu Abraham Janssens.

## Galleria d'immagini

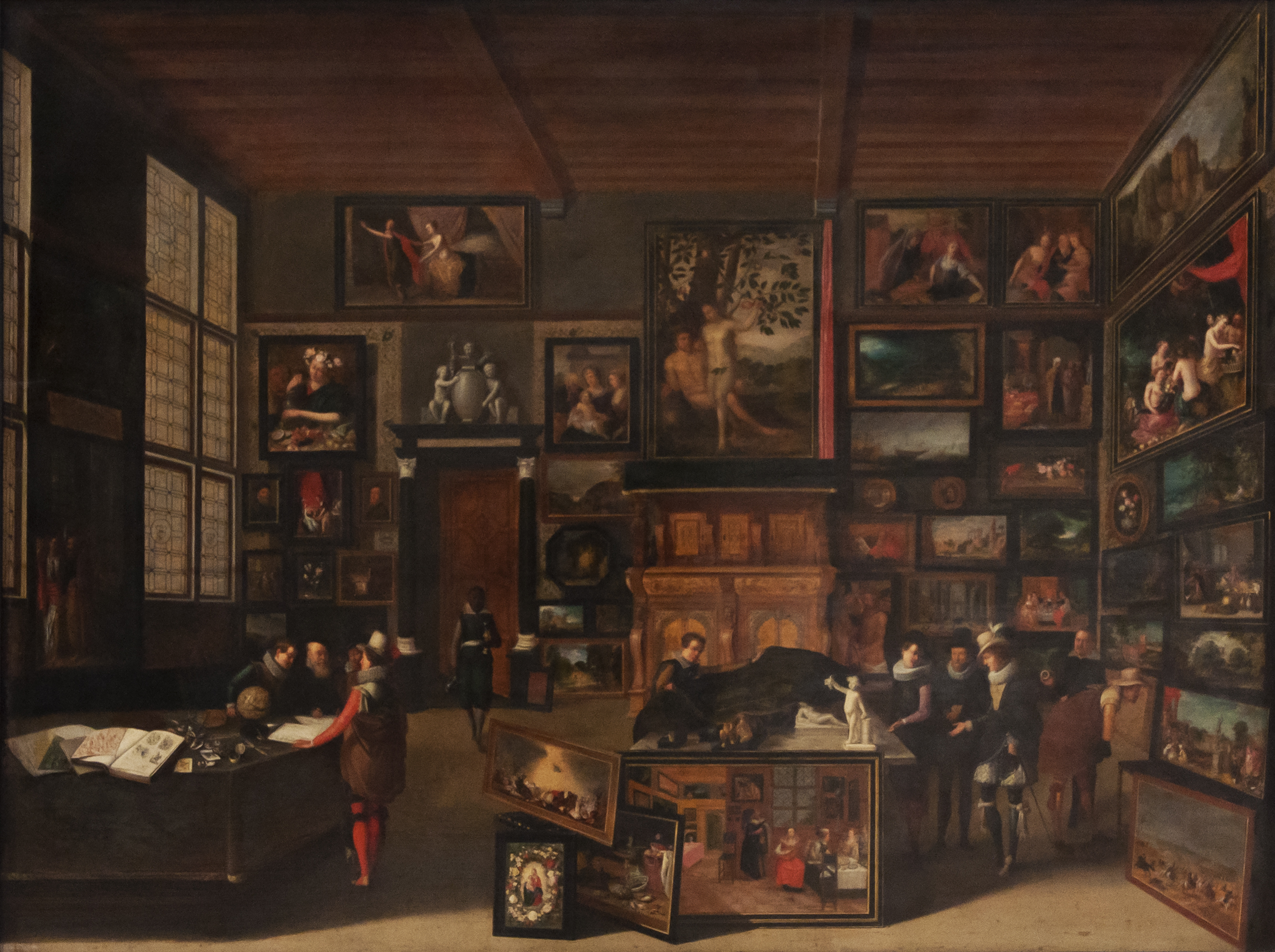
Galleria di un collezionista d'arte, detta anche Galleria di Jan Snellinck, di Hieronymus Francken II, 1621, Museo reale delle belle arti del Belgio.
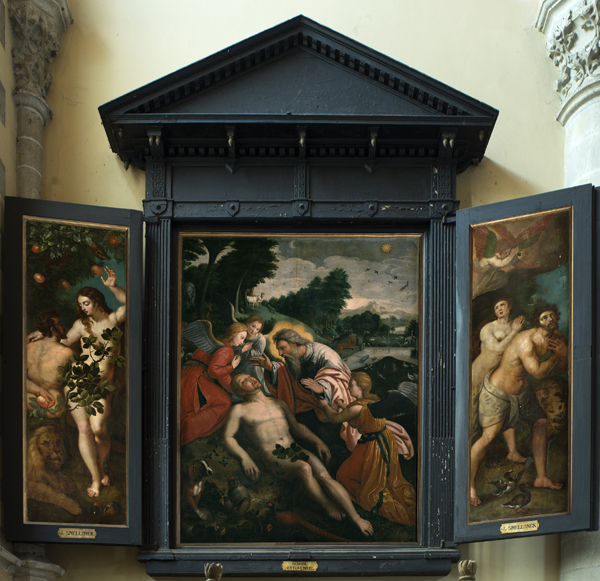
Oudenaarde
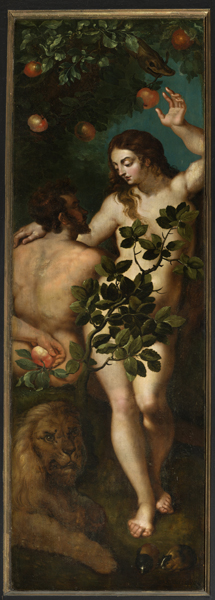
Oudenaarde
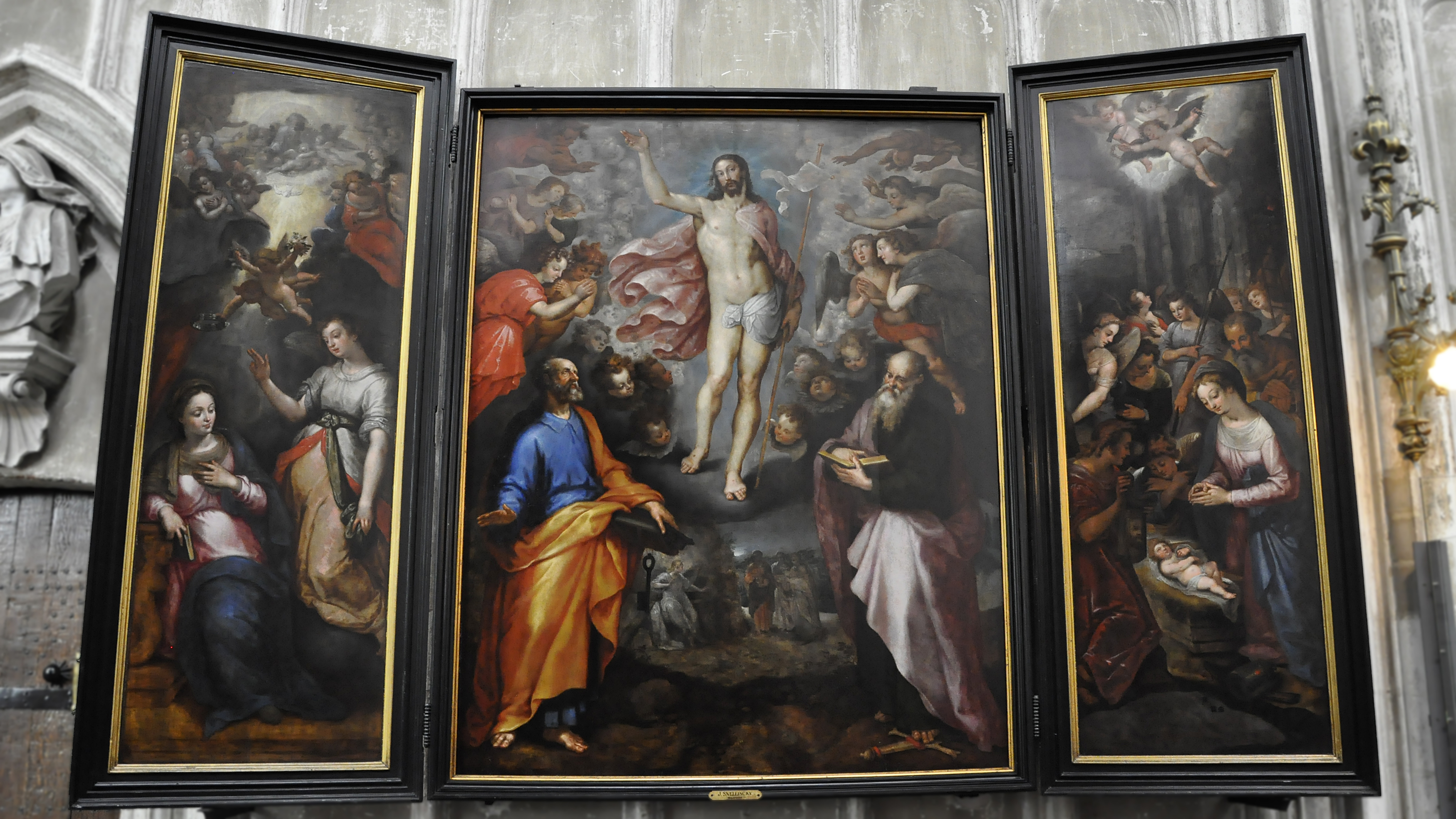
Mechelen